# Cesson
Cesson is een gemeente in het Franse departement Seine-et-Marne (regio Île-de-France) en telt 7565 inwoners (2004). De plaats maakt deel uit van het arrondissement Melun en is een van gemeenten van de nieuwe stad Sénart.

## Geografie
De oppervlakte van Cesson bedraagt 7,0 km², de bevolkingsdichtheid is 1080,7 inwoners per km².
De onderstaande kaart toont de ligging van Cesson met de belangrijkste infrastructuur en aangrenzende gemeenten.

## Demografie
Onderstaande figuur toont het verloop van het inwonertal (bron: INSEE-tellingen).